# Koseze (gmina Ilirska Bistrica)
Koseze – wieś w Słowenii, w gminie Ilirska Bistrica. W 2018 roku liczyła 342 mieszkańców.